# Abel Resino
Abel Resino Gómez (* 2. Februar 1960 in Velada, Comarca Talavera de la Reina, Provinz Toledo) ist ein spanischer Fußballtrainer und ehemaliger Fußballprofi, der zu seiner aktiven Zeit als Torhüter seinen „Kasten“ für die weltweit längste Dauer „sauber“ hielt.
Vor seiner Arbeit als Cheftrainer spielte der frühere Torwart Abel Resino unter anderem für Atlético Madrid in der Primera División.

## Spielerkarriere

### Seine Stationen
Anfang der 1980er fand Abel Resino über die beiden damaligen Amateurvereine CD Toledo und CD Ciempozuelos den Weg zur zweiten Mannschaft von Atlético Madrid, für die er insgesamt vier Jahre in der Segunda División Spiele bestritt, da anders als in Deutschland in Spanien auch Amateurmannschaften in der 2. Liga spielen dürfen.
Als Atlético B in der Saison 1985/86 sang- und klanglos abstieg, wurde Abel Resino in das Profiteam der „Rojiblancos“ befördert. In den folgenden neun Jahren lief er in insgesamt 243 Spielen für die „Colchoneros“ auf, ehe er 1995/96 beim Ligarivalen Rayo Vallecano als „Teilzeitkraft“ seine Karriere im Alter von 36 Jahren beendete.

### Weltrekord
Abel Resino hält mit 1275 Minuten in Folge ohne Gegentor den Weltrekord. Erst Luis Enrique von Sporting Gijón konnte den Atlético-Keeper am 19. März 1991 überwinden.

## Trainerlaufbahn
In seiner ersten Saison als Cheftrainer wäre er beinahe direkt aufgestiegen, doch ein Zwei-Punkte-Rückstand gegenüber seinem späteren Club UD Levante machten die Aufstiegsträume von Ciudad zunichte. Anschließend verließ Resino den Verein und wurde durch José Luis Oltra ersetzt.
Nach einer kurzen Auszeit vom Trainergeschäft übernahm Abel Resino im Januar 2007 den Erstligaclub UD Levante von seinem Vorgänger Juan Ramón López Caro. Dort konnte er in der Rückrunde souverän den Klassenerhalt erreichen (unter anderem mit einem 1:0 auswärts bei Real Madrid und einem 4:2 im Derby gegen den großen Nachbarn FC Valencia). Am 8. Spieltag der Saison 2007/08 musste er jedoch wieder gehen, da seine überalterte Mannschaft in den ersten acht Saisonspielen nur einen Punkt holte. Ersetzt wurde er durch den Italiener Gianni De Biasi.
Im Sommer 2008 wurde Abel Resino Trainer des spanischen Zweitligisten CD Castellón. Im Februar 2009 wurde er von seinem früheren Verein Atlético Madrid verpflichtet, bei dem er im Oktober desselben Jahres wieder entlassen wurde. Von Dezember 2010 an war er als Cheftrainer von Real Valladolid in der Segunda División tätig und qualifizierte sich mit dem Verein in der Saison 2010/11 für die Aufstiegs-Playoffs, in welchen man gegen den FC Elche ausschied. Daraufhin verließ Resino den Klub am Saisonende.
Am 22. Januar 2012 wurde er vom Erstliga-Aufsteiger FC Granada unter Vertrag genommen. Er bewahrte den Verein in der Saison 2011/12 knapp vor dem Abstieg, trat am Saisonende aber von seinem Posten zurück.
Am 18. Februar 2013 wurde Resino vom abstiegsbedrohten Verein Celta Vigo verpflichtet. Obwohl er mit Celta am Ende der Saison 2012/13 knapp die Klasse hielt, wurde Resinos Vertrag wegen Differenzen mit der Klubführung bereits im Juni 2013 wieder aufgelöst. Auch beim FC Granada blieb er 2015 nur kurze Zeit. Am 19. Januar 2015 verpflichtet, erfolgte die Trennung nach nur wenigen Monaten am 1. Mai.

### Spielphilosophie
Obwohl er als Spieler im Tor stand, lässt Abel Resino seine Mannschaften sehr offensiv und mit weit aufgerückter Abwehr spielen, was oft sehr riskant erscheint.

## Erfolge
Atlético Madrid
- Copa del Rey: 1991, 1992
- Trofeo Zamora: 1990/91